# Polsvliet
De Polsvliet (ook De Vliet) is een kreekrestant ten oosten van Ter Hole.
Het is een overblijfsel van de Dullaertkreek, die in 1358 werd afgedamd en waarbij de Dullaertpolder ontstond.
Tegenwoordig vormt de Polsvliet een natuurgebied dat wordt beheerd door Staatsbosbeheer.
De kreek is vrijwel volledig verland, waardoor het open water voor een groot deel in rietland werd omgezet. Het geheel wordt omzoomd door drassige weiden waar onder meer de watersnip foerageert.
In de rietlanden broeden kleine karekiet, rietzanger, rietgors en blauwborst.
Het gebied is niet toegankelijk.

## Externe bron
- Polsvliet